# 睡蓮科
睡蓮科（学名：Nymphaeaceae），為被子植物中睡蓮目的一科，含五屬，全球約七十多個種。為生長於熱帶及溫帶的多年生水生植物，模式屬為睡蓮屬。由於睡蓮科植物是古老的雙子葉植物，又有某些單子葉植物的特徵，所以在研究雙子葉植物的起源和它在被子植物的進化中具有非常重要的地位。

## 特徵
草本，水生植物，地下莖發達且埋於水面下的泥土裡，圓形的葉與花漂浮於水面或伸出水面之上。睡蓮屬及萍蓬草屬的葉上有一縱裂，而王蓮屬的葉為全緣。
本科植物睡蓮可做水景庭園的觀賞植物，地下莖可做蔬菜；芡的種子可做藥用，合瓣莲属可做水草，睡蓮不會結出蓮藕或是蓮子。

## 分类
睡莲科可分为2亚科共5属：
- 睡莲亚科 Nymphaeoideae
  - 合瓣莲属 Barclaya
  - 芡属 Euryale
  - 睡莲属 Nymphaea
  - 王莲属 Victoria
- 萍蓬草亚科 Nupharoideae
  - 萍蓬草属 Nuphar